# Ruderklub am Baldeneysee

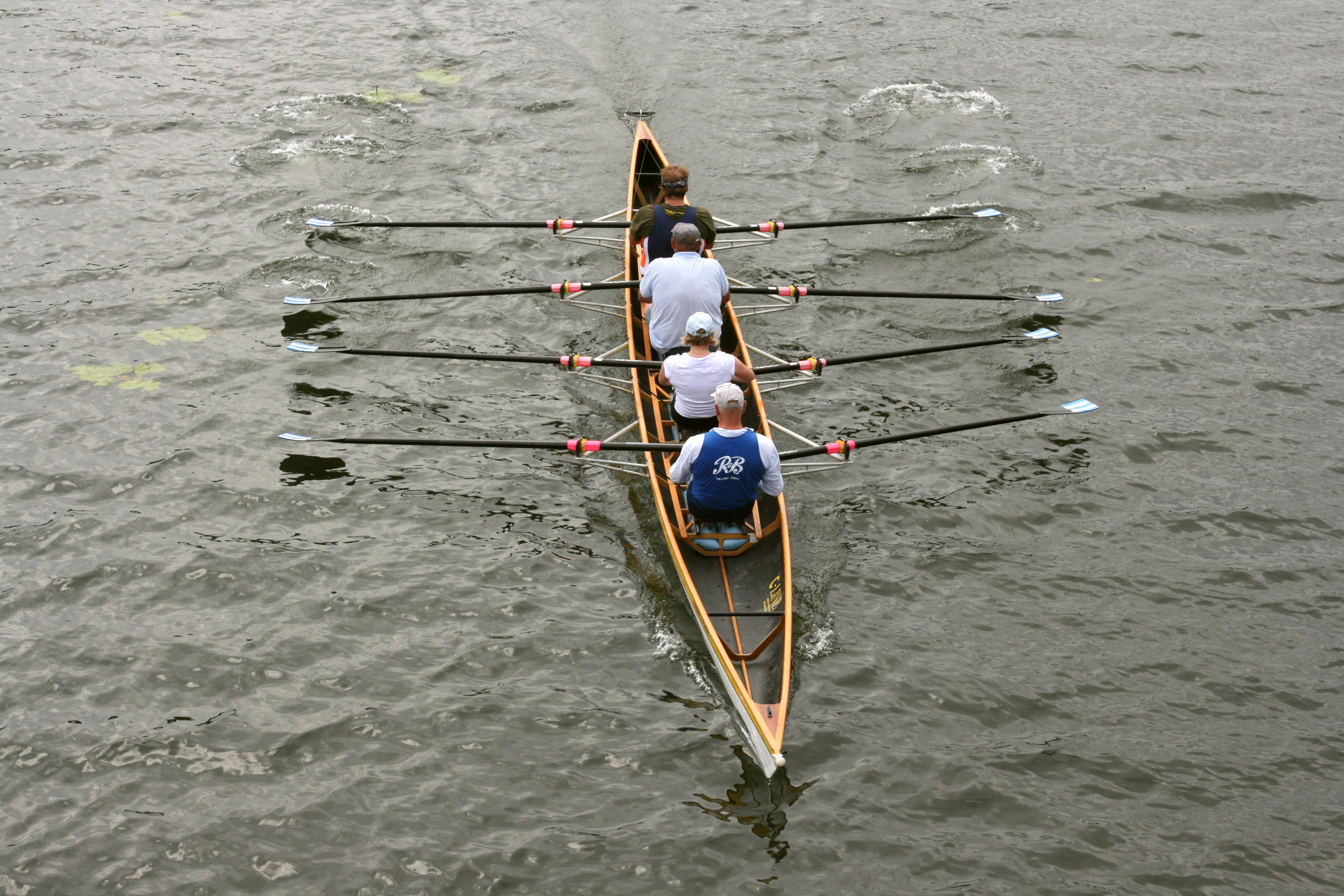
Ruderboot auf dem Baldeneysee

Der Ruderklub am Baldeneysee ist ein Sportverein aus Essen.

## Geschichte und Lage
Der Verein wurde am 10. Mai 1920 als Kruppscher Ruder- und Wassersportverein gegründet. Nach dem Zweiten Weltkrieg wurde der Verein in Ruderklub am Baldeneysee umbenannt.
Der Verein hat sein Bootshaus am Baldeneysee unterhalb der Villa Hügel.

## Erfolge
An den Olympischen Spielen 1976 in Montreal haben mit Volker Sauer und Hartmut Wenzel zwei Mitglieder des Ruderklubs teilgenommen. Wenzel war dabei Steuermann des Vierer mit Steuermann, der die Bronzemedaille gewann. Sauer wurde Vierter mit dem Achter. Bei den Weltmeisterschaften 1977 und 1978 gewannen die beiden Bronze und Silber mit dem Deutschland-Achter.
Bei den Weltmeisterschaften 1985 gewann Frank Rogall den Titel mit dem Leichtgewichts-Vierer ohne Steuermann. Rogall wurde außerdem zweimal Weltmeisterschaftszweiter: 1984 mit dem Leichtgewichts-Vierer und 1986 mit dem Leichtgewichts-Achter.
1990 gewann Gabriele Mehl Weltmeisterschaftssilber im Vierer ohne Steuerfrau, 1991 folgte Weltmeisterschaftsbronze. Ebenfalls Bronze erkämpfte sie bei den Olympischen Spielen 1992 in Barcelona.
Bei den Weltmeisterschaften 1993 erruderte Ulrich Viefers die Bronzemedaille im Vierer mit Steuermann. Drei Jahre später gewann er mit dem Deutschland-Achter die Silbermedaille bei den Olympischen Spielen 1996 in Atlanta.
Kristina Erbe, Pia Coenen und Anna Coenen vom Ruderklub am Baldeneysee erkämpften zusammen mit Elke Hipler von ETuF Essen die Bronzemedaille im Vierer ohne Steuerfrau bei den Weltmeisterschaften 1997. Danach gab es 18 Jahre lang weder für Ruderinnen noch für Ruderer des Ruderklubs internationale Medaillen in der Erwachsenenklasse.
Jakob Schneider erhielt bei den Weltmeisterschaften 2015 die Silbermedaille im Zweier mit Steuermann. Ab 2017 ruderte er im Deutschland-Achter. Er siegte bis 2019 dreimal bei Weltmeisterschaften. Mit vier Europameistertiteln von 2017 bis 2020 ist er zudem der bislang einzige Ruderer des Vereins mit Europameisterschaftsmedaillen. Bei den erst 2021 ausgetragenen Olympischen Spielen in Tokio gewann er die Silbermedaille.

## Segel-Abteilung
Neben dem Ruderbetrieb verfügt der Verein seit 1966 auch über eine Segelabteilung. Diese brachte ebenfalls einige Deutsche Meister und mit Lothar Striewe einen Altersklassen-Weltmeister hervor.